# Christophe Sanchez
Christophe Sanchez, né le 4 octobre 1972 à Montpellier, est un footballeur français. Il joue au poste d'avant-centre du début des années 1990 au milieu des années 2000.
Formé au Montpellier HSC, il évolue ensuite dans cinq clubs différents. Il remporte en 2002 la Coupe de la Ligue avec les Girondins de Bordeaux.

## Biographie
Christophe Sanchez rejoint à l'âge de treize ans le centre de formation du Montpellier HSC. Surnommé « Sancho », cet avant-centre puissant, jouant en déviation pour ses coéquipiers, fait ses débuts en équipe première lors de la trente-septième journée du championnat 1992-1993. Face au FC Sochaux, au Stade Bonal, les deux équipes se séparent sur un match nul un but partout. Le match suivant, le dernier de la saison, disputé face au Stade Malherbe Caen, le voit marquer un doublé. Les Montpelliérains l'emportent trois buts à deux.
En 1994, le MHSC atteint la finale de la Coupe de France après s'être imposé, en demi-finale, face au RC Lens, deux buts à zéro, au stade Félix-Bollaert. Les Montpelliérains sont battus par l'AJ Auxerre dans un match à sens unique, trois buts à zéro. Le club termine la saison à la septième place en championnat puis, dispute en juillet 1994, sa seconde finale de Coupe de la Ligue face au RC Lens, qui remporte le trophée sur le score de trois à deux. La saison suivante s'avère difficile, le club termine 17e du championnat et premier non-relégable. En 1996, le MHSC termine sixième du championnat  mais échoue en demi-finale de la coupe de France face aux voisins nîmois alors en National. En fin de saison il fait partie d'une liste de 22 joueurs fournie par la FFF à la FIFA pour les Jeux olympiques 1996, mais ne participe pas au stage préparatoire à Clairefontaine. Il ne s'envole pas non plus pour Atlanta.
Christophe Sanchez signe en 1998 au Bologne FC un contrat de trois ans, mais se rompt les ligaments croisés du genou dès le début de la saison. Après huit mois d'arrêt, il revient sur les terrains mais ne parvient pas à obtenir une place de titulaire, le poste d'avant-centre étant occupé par Kennet Andersson. Après une saison et demie au sein du club italien, et six matchs de Série A disputés, il rejoint en octobre 1999 les Girondins de Bordeaux. Troisième choix en attaque derrière Sylvain Wiltord et Lilian Laslandes, il dispute lors de cette saison quinze rencontres pour un but marqué et deux passes décisives données.
En aout 2000, il est prêté à l'AS Saint-Étienne où il retrouve du temps de jeu à la suite de la blessure d'Aloisio et à l'affaire des faux passeports. Il dispute vingt-sept rencontres de championnat dont seize comme titulaire et inscrit trois buts,. En fin de saison, le club stéphanois est relégué en Division 2, Christophe Sanchez retourne alors chez les Girondins. Quatrième attaquant de l'effectif, la blessure de Christophe Dugarry et le départ de Christian lui permettent de retrouver du temps de jeu et il remporte avec ses coéquipiers la Coupe de la Ligue.
Annoncé de retour dans son club formateur, il fait ensuite un essai à Portsmouth FC qui ne se révèle pas concluant puis refuse un contrat avec le Servette de Genève, il s'engage finalement en janvier 2003 avec le Venezia Calcio, club de Série B. En cinq mois dans ce club, il dispute neuf rencontres sans marquer de buts. Son contrat n'est pas renouvelé et après six mois sans club, il rejoint le FC Sète en National où il termine sa carrière,.

## Palmarès
Christophe Sanchez est avec ses cinquante buts inscrits sous les couleurs du Montpellier HSC le cinquième meilleur buteur de l’histoire du club. Il est avec ce club finaliste de la Coupe de France en 1994 et la même année finaliste de la Coupe de la Ligue.
Sous les couleurs des Girondins de Bordeaux, il remporte la Coupe de la Ligue en 2002.

## Statistiques
Le tableau ci-dessous résume les statistiques en match officiel de Christophe Sanchez durant sa carrière de joueur professionnel,,.
| Saison                | Club                  | Championnat           | Championnat | Championnat | Coupe nationale | Coupe nationale | Coupe de la Ligue | Coupe de la Ligue | Compétition(s) continentale(s) | Compétition(s) continentale(s) | Compétition(s) continentale(s) | Total | Total |
| Saison                | Club                  | Division              | M.          | B.          | M.              | B.              | M.                | B.                | Comp.                          | M.                             | B.                             | M.    | B.    |
| 1992-1993             | Montpellier HSC       | Division 1            | 2           | 2           | -               | -               | -                 | -                 | -                              | -                              | -                              | 2     | 2     |
| 1993-1994             | Montpellier HSC       | Division 1            | 24          | 8           | 5               | 3               | -                 | -                 | -                              | -                              | -                              | 29    | 11    |
| 1994-1995             | Montpellier HSC       | Division 1            | 35          | 6           | 3               | 1               | 4                 | 2                 | -                              | -                              | -                              | 42    | 9     |
| 1995-1996             | Montpellier HSC       | Division 1            | 33          | 11          | 3               | 2               | 1                 | 0                 | -                              | -                              | -                              | 37    | 13    |
| 1996-1997             | Montpellier HSC       | Division 1            | 24          | 5           | 5               | 2               | 3                 | 1                 | C3                             | 2                              | 0                              | 34    | 8     |
| 1997-1998             | Montpellier HSC       | Division 1            | 24          | 5           | -               | -               | -                 | -                 | CI                             | 7                              | 0                              | 31    | 5     |
| 1998-1999             | Bologne FC            | Serie A               | 3           | 0           | 1               | 0               | -                 | -                 | -                              | -                              | -                              | 4     | 0     |
| juil-oct 1999-2000    | Bologne FC            | Serie A               | 3           | 0           | -               | -               | -                 | -                 | C3                             | 1                              | 0                              | 4     | 0     |
| oct-juin 1999-2000    | Girondins de Bordeaux | Division 1            | 15          | 1           | 2               | 0               | 2                 | 0                 | -                              | -                              | -                              | 19    | 1     |
| 2000-2001             | AS Saint-Étienne      | Division 1            | 27          | 3           | 1               | 0               | 2                 | 1                 | -                              | -                              | -                              | 30    | 4     |
| 2001-2002             | Girondins de Bordeaux | Division 1            | 19          | 2           | 2               | 1               | 3                 | 0                 | C3                             | 3                              | 0                              | 27    | 3     |
| juil-janv 2002-2003   | Girondins de Bordeaux | Ligue 1               | 4           | 0           | 1               | 0               | -                 | -                 | C3                             | 1                              | 0                              | 6     | 0     |
| janv-juin 2002-2003   | Venise Calcio         | Serie B               | 9           | 0           | -               | -               | -                 | -                 | -                              | -                              | -                              | 9     | 0     |
| janv-juin 2003-2004   | FC Sète               | National              | 14          | 3           | -               | -               | -                 | -                 | -                              | -                              | -                              | 14    | 3     |
| Total sur la carrière | Total sur la carrière | Total sur la carrière | 236         | 46          | 23              | 9               | 15                | 4                 | -                              | 14                             | 0                              | 288   | 59    |